# Edvard Ruuth
Gustaf Edvard Ruuth, född 20 januari 1802 i Karlskrona, död 31 december 1866 på Ruuthsbo var en svensk greve och sjömilitär.
Edvard Ruth utnämndes till kommendörkapten 1850 och blev kommendör 1855.
Han deltog i ett antal sjöexpeditioner:
- Sekond på fregatten Josephine till Medelhavet (1837 - 1838)
- Fartygschef på fregatten af Chapman till Medelhavet (1840 - 1841)
- Fartygschef på korvetten Carlskrona till Medelhavet (1844 - 1845)
- Fartygschef på hjulångkorvetten Thor (1846)
- Fartygschef på ångkorvetten Gefle (1848)
- Fartygschef på fregatten Göteborg (1849)
- Fartygschef på ångkorvetten Gefle (1850)
- Fartygschef på fregatten Josephine till Medelhavet (1852)

Ruuth invaldes 1858 som ledamot av Örlogsmannasällskapet
Han gifte sig 1829 med friherrinnan Ebba Maria Charlotta Palmquist.